# A tempo di sport
A tempo di sport è  stata una trasmissione radiofonica in onda dal 1999 su Radio 24 durante la settimana, che approfondiva i fatti sportivi del giorno, per lo più calcistici; è stata condotta principalmente dal giornalista Gigi Garanzini.

## Storia del programma
La prima puntata andò in onda il 4 ottobre 1999, all'indomani del 5º turno di campionato di calcio di Serie A, e fu condotta dai giornalisti sportivi Gigi Garanzini e Marino Bartoletti, che commentarono la giornata di campionato alternando le notizie con gli interventi dei radio ascoltatori per telefono, per mail e per messaggi SMS. Successivamente Bartoletti abbandonò l'avventura radiofonica, anche se ogni tanto tornò come ospite, e alla conduzione si alternarono Gigi Garanzini (dal lunedì al mercoledì), Dario Colombo (giovedì e venerdì e dedicato agli altri sport), Carlo Genta e Fabio Tavelli (nel fine settimana e per tutto il periodo estivo) fino al marzo 2004, anno in cui Fabio Tavelli lasciò la radio per approdare a SKY Sport; anche lui ogni tanto tornò come ospite per parlare di calcio internazionale, assieme al collega di SKY Sport Nicola Roggero.
Dal 2005 al 2012 la conduzione era stata affidata a Garanzini e Genta, con il contributo dei giornalisti Flavio Suardi e Nicola Filippone dietro le quinte, con quest'ultimo che curava anche la rubrica Sembra ieri, dedicata agli anniversari degli avvenimenti sportivi del passato principali.
Fino al settembre 2006 la trasmissione è andata in onda dalle 15:00 alle 16:00; dal 2006 al 2012 è andata in onda dalle 14:00 alle 15:00. Dal settembre 2007 il venerdì è stato dedicato alla Serie A di pallacanestro, con una rubrica intitolata Palla a spicchi condotta da Carlo Genta e Flavio Suardi, con interventi tecnici di Dan Peterson e Sandro Gamba.
Il 2 luglio 2012 Garanzini ha lasciato la trasmissione, per decisione della direzione dell'emittente. Il 3 settembre successivo A tempo di sport è stata sostituita, dal lunedì al venerdì nella stessa fascia oraria, da Tutti convocati, programma condotto da Carlo Genta, andando in onda solo nel fine settimana.

## Gli speciali
Nel corso degli anni sono andate in onda delle puntate speciali del programma in seconda serata; fino al 2006 andavano in onda dalle 22:00 alle 24:00 gli speciali campionato, quando c'erano i turni infrasettimanali di Serie A, mentre nel 2003, nel 2005 e nel 2007 sono andati in onda degli speciali in occasione delle semifinali Coppa Campioni 2002-2003, la finale della stessa edizione e le finali delle edizioni 2005 e 2007.
Durante gli Europei e i Mondiali di calcio sono andati in onda altri speciali; fino all'Europeo 2004 il programma, oltre che al pomeriggio, veniva trasmesso anche in seconda serata dalle 22:30 alle 24:00, dal Mondiale 2006 le puntate speciali duravano dalle 22:30 alle 23:00 durante la settimana, dalle 22:30 alle 24:00 nel fine settimana e in occasione delle partite della Nazionale di calcio dell'Italia.

## Orari e conduttori
- 1999-2004: Gigi Garanzini (lunedì-mercoledì 15:00-16:00 con Marino Bartoletti nella prima edizione), Dario Colombo (giovedì e venerdì 15:00-16:00), Carlo Genta e Fabio Tavelli (sabato 15:00-18:00 e domenica 16:00-20:00)
- 2004-2005: Gigi Garanzini (lunedì-venerdì 15:00-16:00 e sabato 15:00-18:00), Carlo Genta (sabato 15:00-18:00 e domenica 16:00-20:00)
- 2005-2006: Gigi Garanzini (lunedì-venerdì 15:00-16:00, domenica 17:00-20:00), Carlo Genta (sabato 17:00-19:00), Max Parisi (domenica 17:00-20:00), Flavio Suardi (domenica 14:00-15:00 e 22:00-23:00)
- 2006-2007: Gigi Garanzini (lunedì-venerdì 14:00-15:00), Carlo Genta e Flavio Suardi (venerdì, 14:00-15:00, sabato 17:00-19:00, domenica 17:00-19:00 e 22:00-22:30)
- 2007-2012: Gigi Garanzini (lunedì-giovedì 14:00-15:00), Carlo Genta (sabato e domenica 17:00-19:00)
- dal 2012: Giovanni Capuano